# Nathan Wounembaina

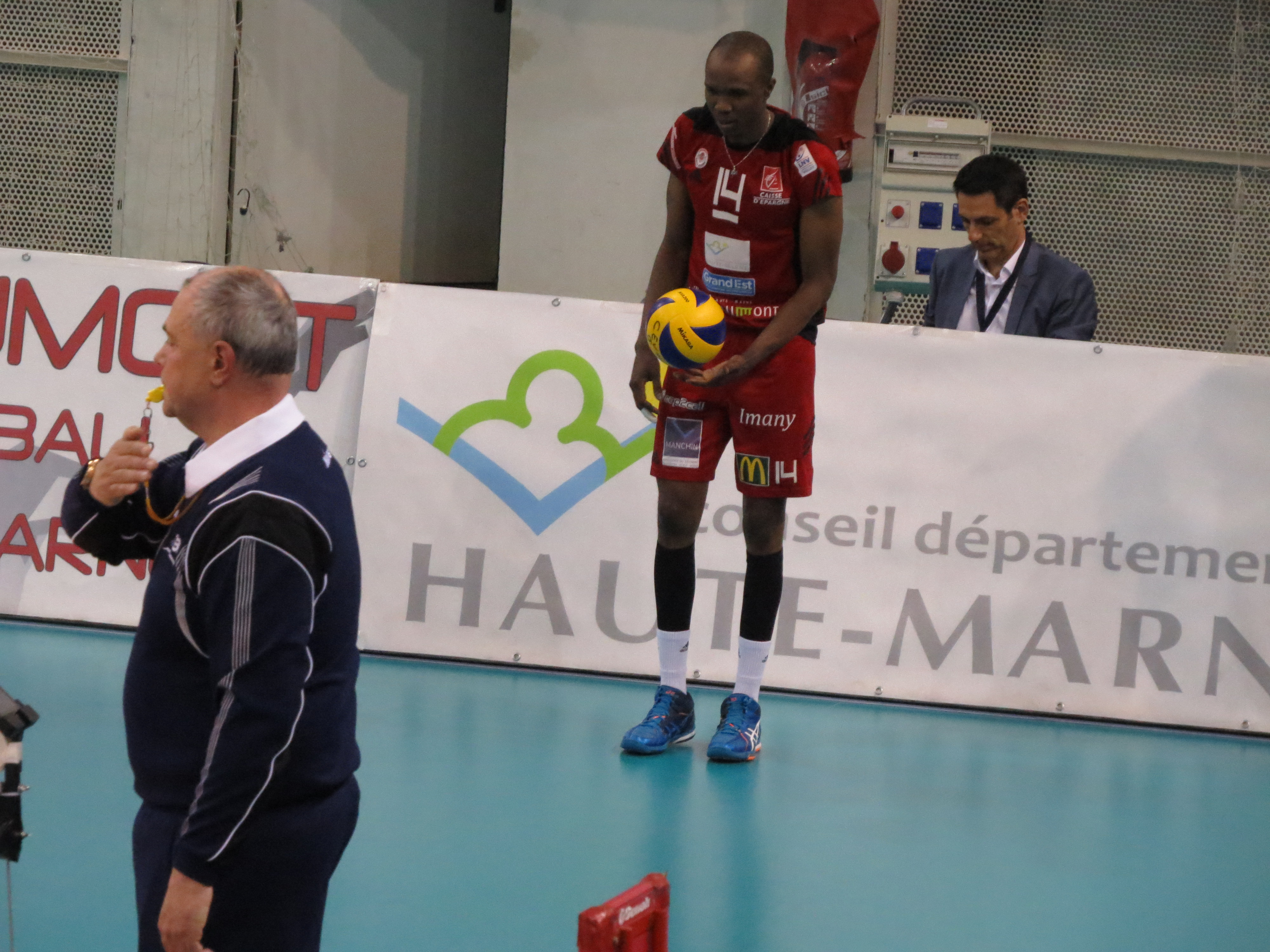
Nathan Wounembaina przed wykonywaniem zagrywki w drużynie Chaumont VB 52 w sezonie 2016/2017

Nathan Wounembaina (ur. 22 listopada 1984 w Bourha Wango) – kameruński siatkarz, reprezentant kraju, grający na pozycji przyjmującego. 
Po ukończonym sezonie 2023/2024 postanowił zakończyć siatkarską karierę.

## Przebieg kariery
| Lata                      | Klub                   |
| ------------------------- | ---------------------- |
| 2004–2005                 | Port Duala             |
| 2006–2007                 | Bordj Bou Arreridj     |
| 2007–2009                 | Talaea El-Geish        |
| 2009–2010                 | VC Euphony Asse-Lennik |
| 2010–2013                 | Noliko Maaseik         |
| 2013–2017                 | Chaumont VB 52         |
| 2017–2021 (do 19.02.2021) | Tours VB               |
| 2021–2021 (od 19.02.2021) | Asswehly SC            |
| 2021                      | Al Arabi Ad-Dauha      |
| 2021–2022 (od 30.10.2021) | Werona Volley          |
| 2022–2023                 | Chaumont VB 52         |
| 2023–2024                 | Le Plessis-Robinson VB |

## Sukcesy klubowe
Mistrzostwo Kamerunu:
- 2005

Mistrzostwo Belgii:
- 2011, 2012
- 2013
- 2010

Superpuchar Belgii:
- 2011, 2012

Puchar Belgii:
- 2012

Puchar Challenge:
- 2017

Mistrzostwo Francji:
- 2017, 2018, 2019
- 2023[6]

Puchar Francji:
- 2019

## Sukcesy reprezentacyjne
Mistrzostwa Afryki:
- 2011
- 2007, 2009

Igrzyska Afrykańskie:
- 2011